# Порече
Порече, Поречје или Пореч (мкд. Порече, Поречје, Поречие или Пореч), историјско-географска је област у западном делу Северне Македоније, која обухвата долину реке Треске, њено поречје по чему и носи име.
Средиште и највеће место Пореча је градић Брод.

## Географија
Порече је котлина, која се на северу граничи са Скопском котлином, на истоку са облашћу Азот и пространом велешком регијом, на југоистоку са Прилепским пољем, на југу са облашћу Крушева, на југозападу са кичевским крајем и регијом Копачка, а на северозападу са Пологом.
Са свих страна област је окружена планинама. На северу је Сува планина (1189м), на западу Сува гора (1857м), Челојца (2061м), и Пасјак (1917м). На југу је Бушева (1788м), на којој се налази превој Барбарас који дели Порече и Прилепско поље. На истоку је планински масив Јакупица, одн. планине Даутица (2074м) и Караџица (2217м).

## Историја
Порече је у састав српске државе ушло 1282. освајањима краља Милутина па је локално предање оснивање поречког манастира у Манастирцу везало за овог владара.
Након пада под Турке у 14. веку, Порече је делило судбину некадашњих српских поседа на југу.
За време Пећке патријаршије долази до извесног побољшања стања хришћана што се види по обнови цркава у време постојања патријаршије у селу Ковчу и Требину.
Сеоба Срба изгледа да је захватила и ове области пошто су све до почетка 20. века остала предања о запустењу и сеоби неких породица и читавих села на север.
Центар српске културно-просветне делатности је био Поречки манастир, обновљен 1846. од стране самих Поречана, тада је поред манастира отворена и српска школа. Игуман манастира је по правилу биран из свештеничке породице села Грешница. Народни збор окупљен око манастира бирао је два три старатеља односно тутора манастира. На збору су села представљали свештеници, виђенији домаћини и старци. Одлуке збора пред манастиром биле су обавезне за све Поречане.

### Хајдучија
Планинска конфигурација области и удаљеност од путева утицала је на отпорну снагу Пореча за време турске владавине.
Хајдучија је била развијена и пречила је зулуме албанских разбојника са запада као и стварање албанских насеобина у Поречу и исламизацију.
У 18. веку Пореч су штитиле хајдучке чете Стојана Сугара из Требовља и Караџе из Звечана. А почетком 19. века Стојановог синовца Николе.

### Брсјачка буна
За време Српско-турског рата 1876. поречани печалбари из Србије и Румуније укључили су се у борбе као добровољци. Након што је Србија изашла из рата ушли су у састав добровољачких јединица руске војске 1877. Након што је и Русија закључила мир 1878. Поречани окупљени у Турну Северину на челу са Мицком Крстићем и Стефом Петровићем одлучују да се врате у завичај и дигну устанак како би приморали силе да ослободе и припоје Србији и њихов крај.
Хајдучија и бес локалних муслимана због пораза у рату изазвала је 1879-1880. походе качака и муслиманске милиције на Порече. Стефо Петровић и његов брат Кузман са својим четама успели су да одбију један њихов поход у горњем току Треске. Након тога заједно са четом Ристе Костадиновића и Мицка Крстића очистили су Порече од муслиманских банди. Будући да је чету оформио и вођство изабрао поречки збор, турске власти су из страха од ширења устанка благословиле поречку одбрану и неформално дале право Стефи да се стара о сигурности, односно гоњењу качака и сакупљању царских дажбина.
По пропасти буне 1881. Стефо је амнестијом намамљен у Кичево где је отрован од стране турских власти. Порече је ипак и након смрти Стефе задржало неку врсту аутономије коју је у буни стекло.

### Борба са Егзархијом
У Поречу је утицај манастира и аутохтоност свештенства спречила прихватање Бугарске егзархије. При њеном оснивању Порече ју је прихватило због словенске службе у цркви али након откривања бугаризаторских активности-покушај увођења бугарског језика у школе, прекречивања српских светитеља и преправљања натписа око имена владара у црквама, убрзо одбацило. Године 1899. егзархистичка су у потпуности била само села Локвице, Драгол До, Вир. Само је Модриште било подељено. Убрзо су због притиска чета ВМРО-а на остала села сва сем Локвице одбацила Бугарску егзархију.

### Четничка акција
У време захуктавања „Борбе за Македонију”, после Илинданског устанка 1903. године, па до Балканских ратова, са изузетком села Локвице у којој је становништво углавном прихватило бугарску националну свест прихвативши Бугарску егзархију и идеологију ВМРО, сва остала села су остала патријаршијска, одн. у склопу Српских црквених општина. Порече је називано „Малом Шумадијом” и представљало је језгро српског четничког покрета. Србовање је привукло освету ВМРО-а, после Илинданског устанка. Бугарске комите су запретиле Поречанима паљевином и убиствима уколико не уђу у њихову организацију и не прихвате егзархију. Као жртве организације пали су Злате из Слатине, Секула из Крапе, Димко из Крушја и поп Цветан из Црешњева. Терор није довео до капитулације већ је дошло до оружаног отпора. У Поречу се априла 1904. одметнуо војвода Мицко Крстић и повео прву српску чету западно од Вардара. Поред војводе Мицка Порече је српском четничком покрету дало и војводе Зафира Премчевића из Љупшта, Ристе Петровића из Девича, Михаила Јовановића из Брода и Бошка Вирјанца из Вира. Порече је одбило два велика напада бугарашких чета ВМРО 1907. код Слатине 1904. и Куртовог камена 1906. године. Због отвореног српства и антибугарског осећања становника Пореча, у току Првог светског рата и бугарске окупације, извршен је злочин против становништва. Сви виђенији људи, учитељи, свештеници, домаћини су прогоњени, а неколико стотина становника је депортовано у Бугарску, где је већина умрла. На Бадњи дан, 6. јануара 1916. године је извршен покољ над 103 угледна становника Пореча од стране бугарског окупатора у историји познат као Масакр крај Дервишке њиве, да би се становништву страхом улила бугарска национална свест.

### Други светски рат
Након капитулације Југославије априла 1941. У Поречу долази до стварања равногорских четничких одреда. Одреде је организовао Миливоје Трбић-Војче син војводе Василија Трбића. Године 1943. дошло је до преформирња четничких одреда у данашњој Македонији. У Поречу су формиране две бригаде. Прва поречка бригада била је под командом потпоручника Марка Миловановића, касније Љубомира Терзића и капетана Војислава Сајковића. Друга поречка бригада била је под командом резервног поручника Александра Србиновића.

## Насеља
Читаво Порече, административно улази у састав општине Брод (данас Македонски Брод). Од 1996. до 2004. године постојале су општине Брод и Самоков, која је тада укинута.
Област се дели на Горње Порече у јужном делу котлине реке Треске и Доње Порече у северном делу котлине.
У Доњем Поречу, са леве стране реке Треске леже села: Ижиште, Ореовец, Русјаци, Требино, Девич, Грешница, Слатина, Горни Манастирец, Долни Манастирец, Тополница, Горно Крушје и Долно Крушје. На десној обали Треске су насеља: Латово, Сланско, Дреново, Локвица, Крапа, Црешнево, Модриште, Белица, Суходол, Драгов Дол и Вир.
У Горњем Поречу, са леве стране реке Треске су насеља: Самоков, Зркле, Звечан, Томино Село, Сушица, Лупште, Ковач, Бенче, Инче, Могилец, Горно Ботушје, Долно Ботушје, Битово, Заград, Растеш, Брест, Косово, Требовље, Здуње и Рамне, а на десној обали је Тажево.

## Становништво
Према попису из 2002. године Порече је имало 7.141 становника:
- Македонци - 6.927
- Турци - 181
- Срби - 22
- Роми - 3
- Бошњаци - 1
- остали - 7

Становништво припада старом племену Брсјака, православни су хришћани и у прошлости, у турско доба, готово да није било примера потурчивања, одн. прелазака на ислам. Центар писмености и културе целог краја је чувени Поречки манастир „Рођење Пресвете Богородице”, код села Горњи Манастирац.
И у доба просперитета за време СФРЈ Поречки крај је остао потпуно заобиђен, као „старо четничко легло” и у њему није било готово никаквих привредних објеката. После рата је кренуло масовно исељавање становништва. Данас Поречани живе у свим већим градовима Северне Македоније, посебно у Скопљу и Тетову, а велики број је населио и тетовска села. У склопу послератне колонизације бројне породице насељене су у Војводини, пре свега у Качареву, Јабуци и Пландишту.

## Познате личности
- Павле Наумовић, свештеник, протојереј, српски културно-просветни делатник;
- Мицко Крстић, српски четнички војвода из времена Борбе за Македонију;
- Зафир Премчевић, српски четнички војвода из времена Борбе за Македонију;
- Михаило Јосифовић , српски четнички војвода из времена Борбе за Македонију;
- Тасе Коневић, свештеник
- Тренко Рујановић, српски четнички војвода из времена Борбе за Македонију;
- Дане Стојановић , српски четнички војвода из времена Борбе за Македонију;
- Бранислав Русић, српски етнолог;